# Эпштейн, Эсфирь Даниловна
Эсфирь Даниловна Эпштейн (также Ася Эпштейн; род. 10 мая 1954, Горький) — американская, ранее советская шахматистка, международный мастер (1972).  С 1988 в Америке. Системный менеджер. Участница 7 чемпионатов СССР (1972—1984); лучшие результаты: 1976 — 2-е, 1980/1981 — 5-е, 1982 — 4-7-е места.
Лучшие результаты в международных турнирах: Галле (1974) — 1-е; Ленинград (1972) — 1-2-е; Воронеж (1973) — 3-4-е; Новгород (1976) — 1-е; Новороссийск (1977) — 2-е; Владимир (1979) — 2-5-е; Сочи (1980) — 4-е места.
Чемпионка США по шахматам среди женщин 1991 и 1997 годов. Пять раз выступала за женскую сборную США на Олимпийских играх.
Замужем за гроссмейстером Александром Ивановым.

## Изменения рейтинга
| Графики недоступны из-за технических проблем. См. информацию на Фабрикаторе и на mediawiki.org. |